# Atherinella sardina
Atherinella sardina är en fiskart som först beskrevs av Meek, 1907.  Atherinella sardina ingår i släktet Atherinella och familjen Atherinopsidae. Inga underarter finns listade.